# Ulrich Hübner (Jurist)
Ulrich Hübner (* 26. November 1942 in Wohlau, Niederschlesien; † 3. August 2008 in Köln) war ein deutscher Rechtswissenschaftler.

## Leben
Ulrich Hübner wurde geboren als Sohn des späteren Juraprofessors Heinz Hübner.
Hübner studierte deutsches und französisches Recht in Bonn, Saarbrücken, Paris und Köln. Nach seinem ersten Staatsexamen (1967) und vor seinem zweiten Staatsexamen (1972) wurde er 1971 in Köln bei Ernst Klingmüller promoviert; 1976 habilitierte er sich bei Bernhard Großfeld. Nach einer Universitätsdozentur an der Universität Münster erhielt er 1978 einen Ruf auf eine Professur an der Universität Göttingen. Von 1979 bis 1989 hatte er den Lehrstuhl für Bürgerliches Recht, Recht der Wirtschaftsordnung und der internationalen Wirtschaftsbeziehungen an der Juristischen Fakultät der Universität Konstanz inne.
Hübner war von 1983 bis 2008 Ordinarius für Versicherungsrecht, Bürgerliches Recht, Handelsrecht, ausländisches und internationales Privatrecht an der Universität zu Köln. Damit war er Direktor des Instituts für Versicherungsrecht und des Instituts für Versicherungswissenschaften an der Kölner Universität. 1989 initiierte er den Deutsch-Französischen Magisterstudiengang Rechtswissenschaften (DFM) der Universitäten Köln und Paris I (Panthéon-Sorbonne). Von 1999 bis 2000 stand er der Rechtswissenschaftlichen Fakultät als Dekan vor. Im Februar 2008 wurde er emeritiert.
Er engagierte sich in verschiedenen internationalen Interessensgruppen, wie im Vorstand des Deutschen Vereins für Versicherungswissenschaft. 2001 erhielt er die Ehrendoktorwürde der Universität Paris I.